# Blekt kemisk-termomekanisk pappersmassa
Blekt kemitermomekanisk pappersmassa, eller BCTMP (från engelskans bleached chemi-thermomechanical pulp) är en typ av pappersmassa. Den tillverkas som termomekanisk massa, med viss kemisk förbehandling av flisen före raffineringen. Som kemikalier används speciellt natriumsulfit eller alkalisk väteperoxid för impregnering av vedflisen innan denna bearbetas mekaniskt. Temperaturen i behandlingssteget höjs med hjälp av ånga. Vedutbytet är normalt över 90 procent, men med kraftigare förbehandling kan utbytet sjunka till runt 85 procent. Processen ger en massa med relativt god styrka, hög styvhet och hög opacitet. Massan blir relativt ljus även utan speciella blekkemikalier och benämns då som kemitermomekanisk massa eller CTMP. Som blekkemikalie vid BCTMP-tillverkning dominerar väteperoxid.
BCTMP kan användas för att ge styvhet åt pappers-, kartong- och tissueprodukter i stället för utnyttjande av dyrare sulfatmassa. För tryckpapper kan BCTMP ge högra opacitet och glatthet än mekanisk massa (TMP), som tillverkats utan någon kemikaliebehandling. 
BCTMP-processen fordrar mindre investeringar per ton färdigvara än en fabrik för konventionella kemiska processer, speciellt sulfatprocessen, och ger högre utbyte. Processen möjliggör utnyttjande av både barrträd, speciellt gran, och vissa lövträd med låg densitet såsom asp. CTMP-processernas nackdelar är relativt hög elförbrukning, massaegenskaper som inte når upp till sulfatmassans vad gäller styrka och ljushetsegenskaper, samt relativt höga utsläppsnivåer till vatten speciellt vid kraftigare kemiska förbehandlingar. Miljöproblemen kan hanteras, men till tyngande behandlingskostnader.
BCTMP-processen utvecklades speciellt i Kanada och Sverige under slutet av 1970-talet och början av 1980-talet. Kanadensarna gjorde normalt kraftigare förbehandlingar som resulterade i lägre utbyten (runt 85 procent) som följd, medan man i Sverige gjorde mer begränsade behandlingar med högre utbyten som följd (90–94 procent). BCTMP började t.ex. tillverkas av Millar Western 1988 i Whitecourt i Alberta. BCTMP tillverkas idag bland annat vid Rottneros Bruk tillhörande Rottneros AB, Rockhammars Bruk tillhörande Billerud Korsnäs, Skoghalls bruk tillhörande Stora Enso, Waggeryd Cell tillhörande ATA Timber, Östrands massafabrik tillhörande Svenska Cellulosa AB SCA, och vid Metsä Fibre i Joutseno i Finland samt vid kanadensiska West Fraser Timber Co. Ltd i Slave Lake, Alberta och vid Quesnel, British Columbia.